# Hyposmocoma nemo
Hyposmocoma nemo là một loài bướm đêm thuộc họ Cosmopterigidae. Nó là loài đặc hữu của Maui.